# Застава Докучаева
Заста́ва Докуча́ева — село в Южно-Курильском городском округе Сахалинской области России.

## География
Село находится на северной оконечности острова Кунашир, на расстоянии 63 км к северо-востоку от посёлка городского типа Южно-Курильск, административного центра округа. 

## История
До присоединения Курильских островов к СССР в 1945 году относилось к японскому губернаторству Хоккайдо и называлось Руруи. В 1947 году село переименовано в честь русского геолога и почвоведа Василия Васильевича Докучаева. В 2004 году преобразовано в сельский населённый пункт.

## Население
| 2002 | 2010 | 2021 |
| ---- | ---- | ---- |
| 0    | →0   | →0   |

## Достопримечательности
На расстоянии 6 км к юго-западу от села расположен вулкан Руруй.